# Brian Austin Green
Brian Austin Green (Van Nuys, 15 de julho de 1973) é um ator e rapper norte-americano. Ficou mundialmente conhecido por interpretar David Silver na série de grande sucesso dos anos 1990 Beverly Hills, 90210.
Também é notável por seus papéis em Freddie, Terminator: The Sarah Connor Chronicles, Smallville, Desperate Housewives, Anger Management e Wedding Band.

## Biografia
Brian Green nasceu em Van Nuys, em Los Angeles, Califórnia, filho de Joyce e George Green, que foi um artista musical country & western e frequentemente levava Brian para os shows, logo ele acabou se interessando pelo mundo da música. Brian tem dois meio-irmãos Keith e Lorelei. O seu nome do meio, "Austin", foi acrescentado para diferenciar-se de um outro actor quando entrou no Screen Actors Guild como uma criança. Brian cresceu em North Hollywood, Califórnia, e estudou na North Hollywood High School, depois de estudar na Hamilton High School Academia de Música. Casado atualmente com Megan Fox. 
Brian namorou Tiffani Thiessen, em meados da década de 1990. Após o término do namoro, ele conheceu a atriz Vanessa Marcil, integrante do elenco de Beverly Hills, 90210. O casal teve um filho chamado, Kassius Lijah Marcil-Green, que nasceu em 30 de março de 2002. Em 2004, Brian iniciou um relacionamento com a actriz Megan Fox, eles chegaram a terminar no começo de 2009, mas reataram o namoro, e casaram-se no dia 24 de junho de 2010, numa cerimônia privada realizada no Havai. Juntos tiveram dois filhos, Noah, Bodhi e estão na espera do terceiro.
O casamento chegou ao fim, e se divorciaram no dia 15 de Julho, devido ao ciúme do ator quanto a carreira de Fox. Megan alegou diferenças irreparáveis e pediu a guarda dos filhos.

## Carreira
Antes de seu papel em Beverly Hills, 90210, Green teve um papel fixo em três temporadas (1987-1989) no grande sucesso da CBS, Knots Landing, no papel de "Brian Cunningham", filho de "Abby Cunningham Ewing" (Donna Mills). Ele reprisou o seu papel em 1997 na minissérie, Knots Landing: Back to the Cul-de-Sac.
O produtor Aaron Spelling declarou que Brian foi escolhido para o papel de David Silver, porque ele sentiu que a personalidade de Brian era semelhante a personalidade que queriam que o personagem tivesse. O personagem fez Brian refletir sobre seus próprios interesses. Assim como seu personagem na trama, Brian investiu na música como DJ e cantor. Em 1996, ele assumiu o nome "Austin" profissionalmente e tentou iniciar uma carreira como rapper, lançando um álbum, intitulado One Stop Carnival, que foi produzido por The Pharcyde membro do Slimkid3. Jason Ankeny do Allmusic, chamou o álbum de "pálido, insípido e arrogante, sem nenhum aviso de que sua própria existência repousa unicamente sobre o limitado sucesso como um ator secundário em uma série de drama". Brian apareceu brevemente na múltipla premiada série de drama Resurrection Blvd., como "Luke Bonner", um agente policial. Ele também estrelou em 2005 na série da ABC, Freddie, com Freddie Prinze Jr. antes do cancelamento do programa, em maio de 2006.
Green apareceu no curta de horror Grace, que trouxe a atriz de Gilmore Girls, Liza Weil como seu par. O curta estreou no Fangoria Weekend of Horrors em junho de 2006, e pode eventualmente ser reformulado como um longa, dependendo da procura e de financiamento. Green apareceu no papel recorrente de Derek Reese, o tio de John Connor, na primeira temporada de Terminator: The Sarah Connor Chronicles, os críticos e os fãs responderam positivamente ao seu desempenho no papel. Ele continuou na série até o seu cancelamento. Brian está no elenco da nova série da The CW, Body Politic, juntamente com Gabrielle Union, Jason Dohring, Minka Kelly e outros. Brian co-produziu a adaptação de Fathom, estrelado por Megan Fox. Ele também aparece no episódio final da sétima temporada de CSI: Miami, e agora está na série de televisão Desperate Housewives.

## Filmografia
| Ano  | Título                                        | Papel                 | Notas         |
| 2010 | Body Politic                                  | Lucky                 | Para TV       |
| 2009 | The Sandy Creek Girls                         |                       |               |
| 2009 | Fast Track                                    | Tony                  |               |
| 2008 | How to Lose Friends & Alienate People         |                       | Não creditado |
| 2008 | Impact Point                                  | Holden                |               |
| 2007 | Untitled David Kohan/Max Mutchnick TV Project | Noah                  | Para TV       |
| 2006 | Grace                                         | Jimmy                 |               |
| 2003 | Fish Without a Bicycle                        | Ben                   |               |
| 2003 | This Time Around                              | Drew Hesler           | Para TV       |
| 2003 | Southside                                     | Jack O'Malley         |               |
| 2002 | Bleach                                        | Zach                  |               |
| 2002 | Purgatory Flats                               | Randy Mecklin         |               |
| 2002 | Ronnie                                        | Stanley               |               |
| 1997 | Unwed Father                                  | Jason Kempler         | Para TV       |
| 1997 | Laws of Deception                             | Cal Miller            |               |
| 1996 | Her Costly Affair                             | Jeff                  | Para TV       |
| 1996 | A Friend's Betrayal                           | Paul                  | Para TV       |
| 1995 | She Fought Alone                              | Ethan                 | Para TV       |
| 1991 | Kickboxer 2: The Road Back                    | Tommy                 |               |
| 1991 | An American Summer                            | Charles "Fin" Findley |               |
| 1990 | Kid                                           | Metal Louie           |               |
| 1988 | Baby M                                        | Ryan Whitehead        | Para TV       |

## Televisão
| Ano       | Título                                  | Papel                             | Notas         |
| 2013      | Tratamento de Choque                    | Sean                              | 4 episódios   |
| 2010      | Desperate Housewives                    | Keith Watson                      | - episódios   |
| 2009-2010 | Smallville                              | Metallo/John Corben               | 3 episódios   |
| 2009      | CSI: Miami                              | Anthony Green                     | 1 episódio    |
| 2009-2008 | Terminator: The Sarah Connor Chronicles | Derek Reese                       | 23 episódios  |
| 2006-2005 | Freddie                                 | Chris                             | 22 episódios  |
| 2006      | George Lopez                            | Chris                             | 1 episódio    |
| 2004      | Las Vegas                               | Connor Mills                      | 1 episódio    |
| 2003      | CSI: Crime Scene Investigation          | Gregory Curtwell                  | 1 episódio    |
| 2003-2001 | Stacey Stone                            | Lorenzo                           | 15 episódios  |
| 2002      | The Twilight Zone                       | Sean Moore                        | 1 episódio    |
| 2002      | Trailer Park Boys                       | 2nd Police Officer                | 3 episódios   |
| 2002-2001 | Resurrection Blvd.                      | Luke Bonner                       | 1 episódio    |
| 2000-1990 | Beverly Hills, 90210                    | David Silver                      | 292 episódios |
| 1998      | Dead Man's Gun                          | Joe Dean Bonner                   | 1 episódio    |
| 1997      | Knots Landing: Back to the Cul-de-Sac   | Brian Cunningham                  | Mini-série    |
| 1996      | Sabrina, the Teenage Witch              | Chad Corey Dylan                  | 1 episódio    |
| 1996      | Malibu Shores                           | Sandy Gage                        | 1 episódio    |
| 1996      | Biker Mice from Mars                    | Rimfire                           | 2 episódios   |
| 1996      | MADtv                                   | Chocolate Branco                  | 1 episódio    |
| 1995-1994 | Fantastic Four                          | Human Torch                       | 13 episódios  |
| 1992      | Melrose Place                           | David Silver                      | 3 episódios   |
| 1992      | VIP Noche                               |                                   | 1 episódio    |
| 1991      | Growing Pains                           | Rapper in Fresh Kid's Music Group | 1 episódio    |
| 1989-1986 | Knots Landing                           | Brian Cunningham                  | 7 episódios   |
| 1989      | Baywatch                                | Brian                             | 1 episódio    |
| 1987      | Good Morning, Miss Bliss                | Adam Montcrief                    | 1 episódio    |
| 1987      | Small Wonder                            | Gary                              | 2 episódios   |
| 1987      | Highway to Heaven                       | Matthew Evans                     | 1 episódio    |
| 1987      | Still the Beaver                        | Jason                             | 1 episódio    |